# Charavines
Charavines ist eine französische Gemeinde mit 2.014 Einwohnern (Stand: 1. Januar 2022) im Département Isère in der Region Auvergne-Rhône-Alpes; sie gehört zum Arrondissement La Tour-du-Pin und zum Kanton Le Grand-Lemps. Die Einwohner werden Charavinois genannt.

## Geografie

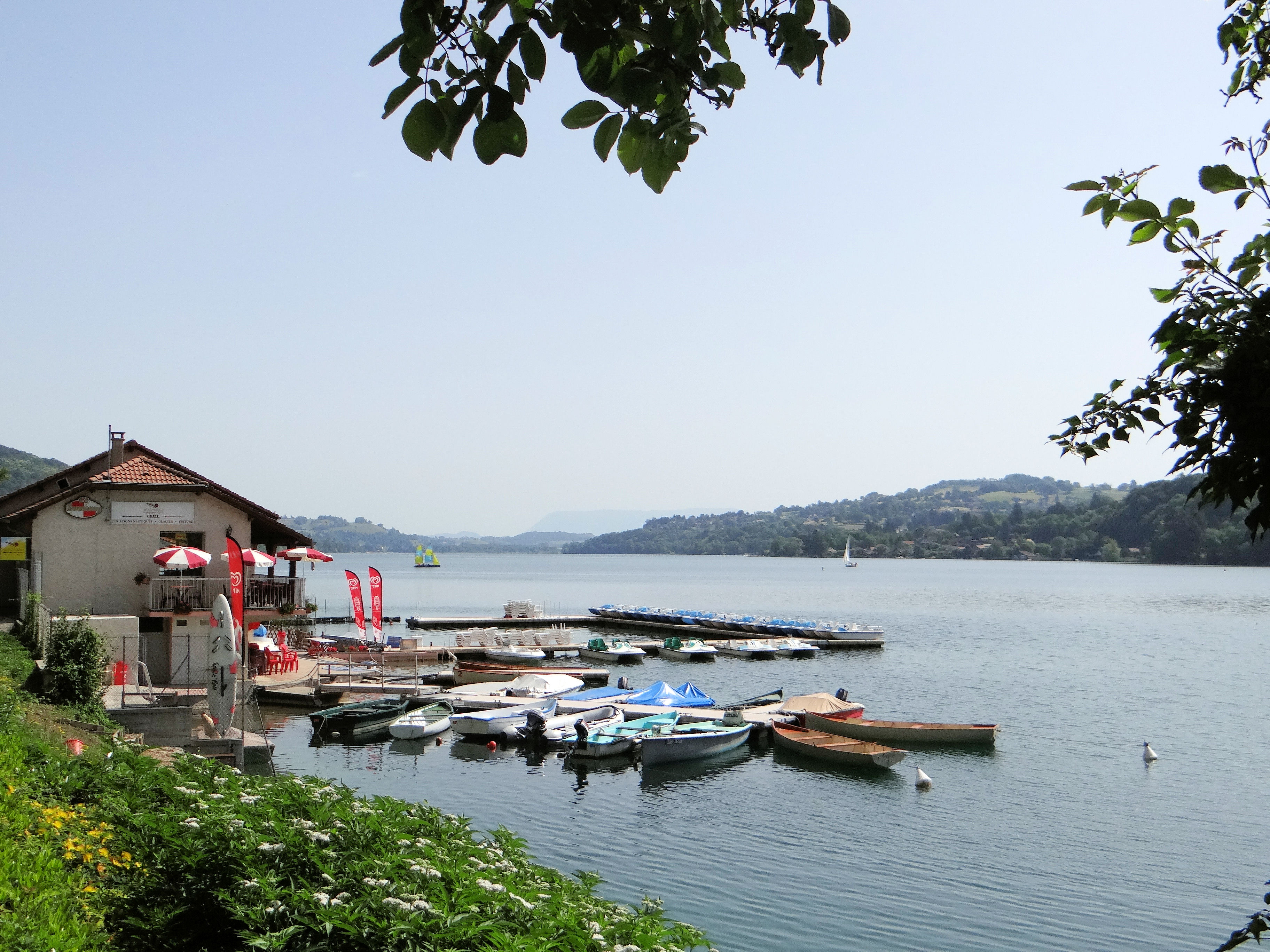
Ufer des Lac de Paladru

Die Gemeinde Charavines liegt im westlichen Vorland des Chartreuse-Gebirges, 33 Kilometer nordwestlich von Grenoble und neun Kilometer nordwestlich von Voiron am Südufer des Lac de Paladru, aus dem hier die Fure abfließt. Umgeben wird Charavines von den Nachbargemeinden Le Pin im Norden, Bilieu im Norden und Nordosten, Chirens im Osten und Südosten, Apprieu im Süden und Südwesten sowie Oyeu im Westen.

## Bevölkerungsentwicklung
| Jahr                       | 1962 | 1968 | 1975 | 1982 | 1990 | 1999 | 2006 | 2012 | 2021 |
| -------------------------- | ---- | ---- | ---- | ---- | ---- | ---- | ---- | ---- | ---- |
| Einwohner                  | 1237 | 1250 | 1142 | 1163 | 1251 | 1423 | 1700 | 1823 | 1982 |
| Quellen: Cassini und INSEE |      |      |      |      |      |      |      |      |      |

## Sehenswürdigkeiten
- Kirche Saint-Pierre
- Scheune von Louisias aus dem 17. Jahrhundert, Monument historique seit 1986
- Museum mit archäologischen Funden am Lac de Paladru

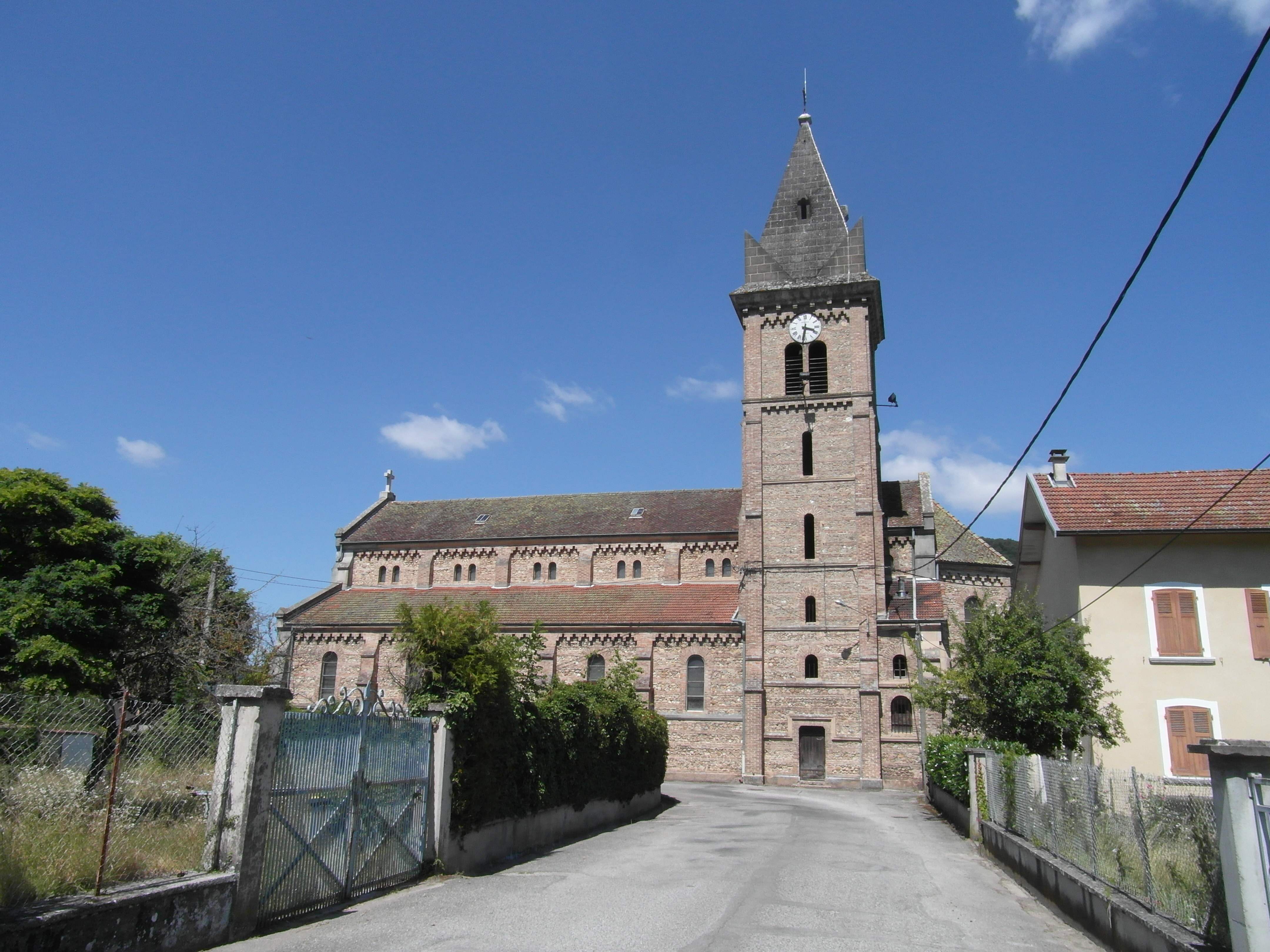
Kirche Saint-Pierre
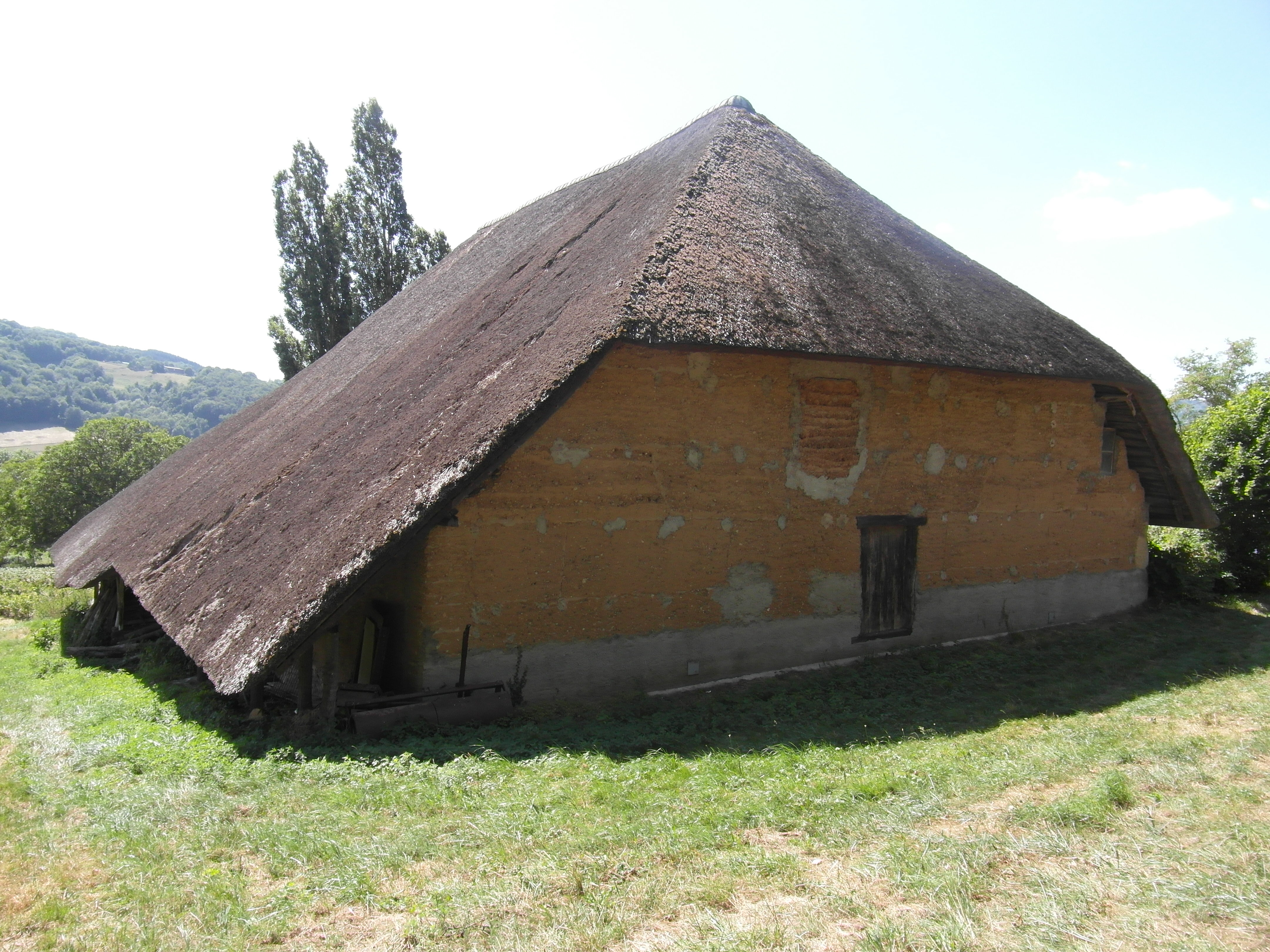
Scheune von Louisias
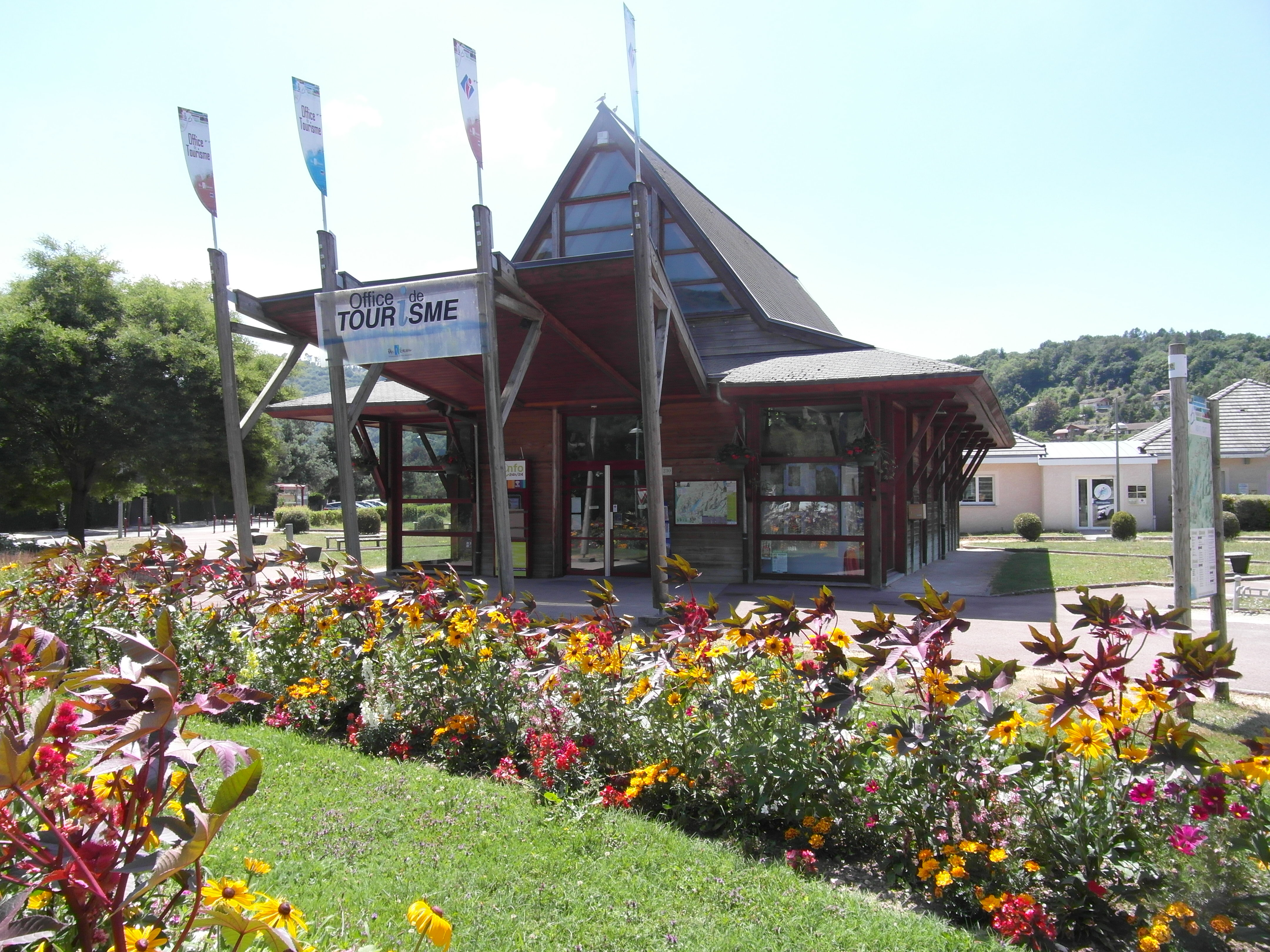
Tourismusbüro
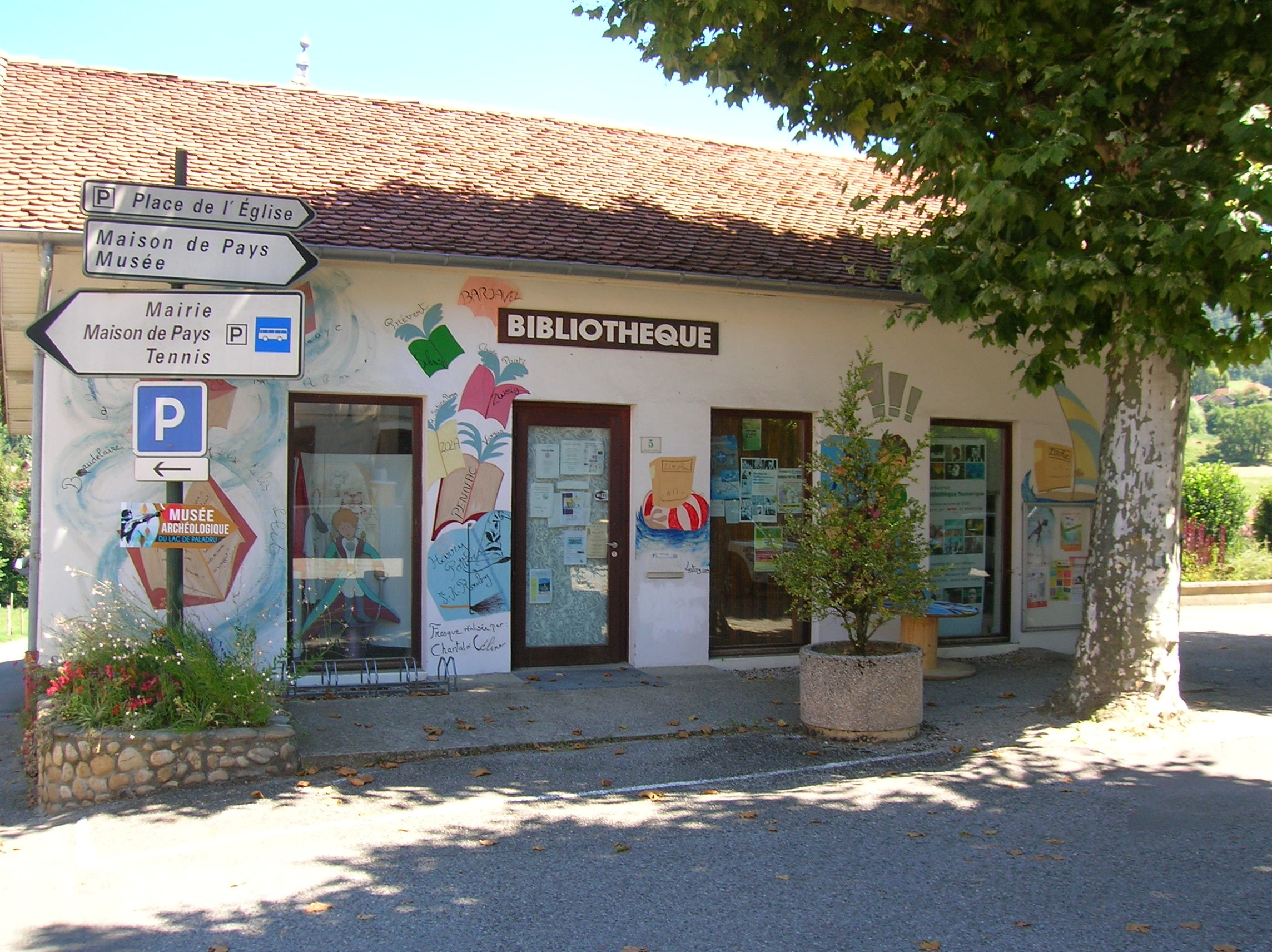
Bibliothek
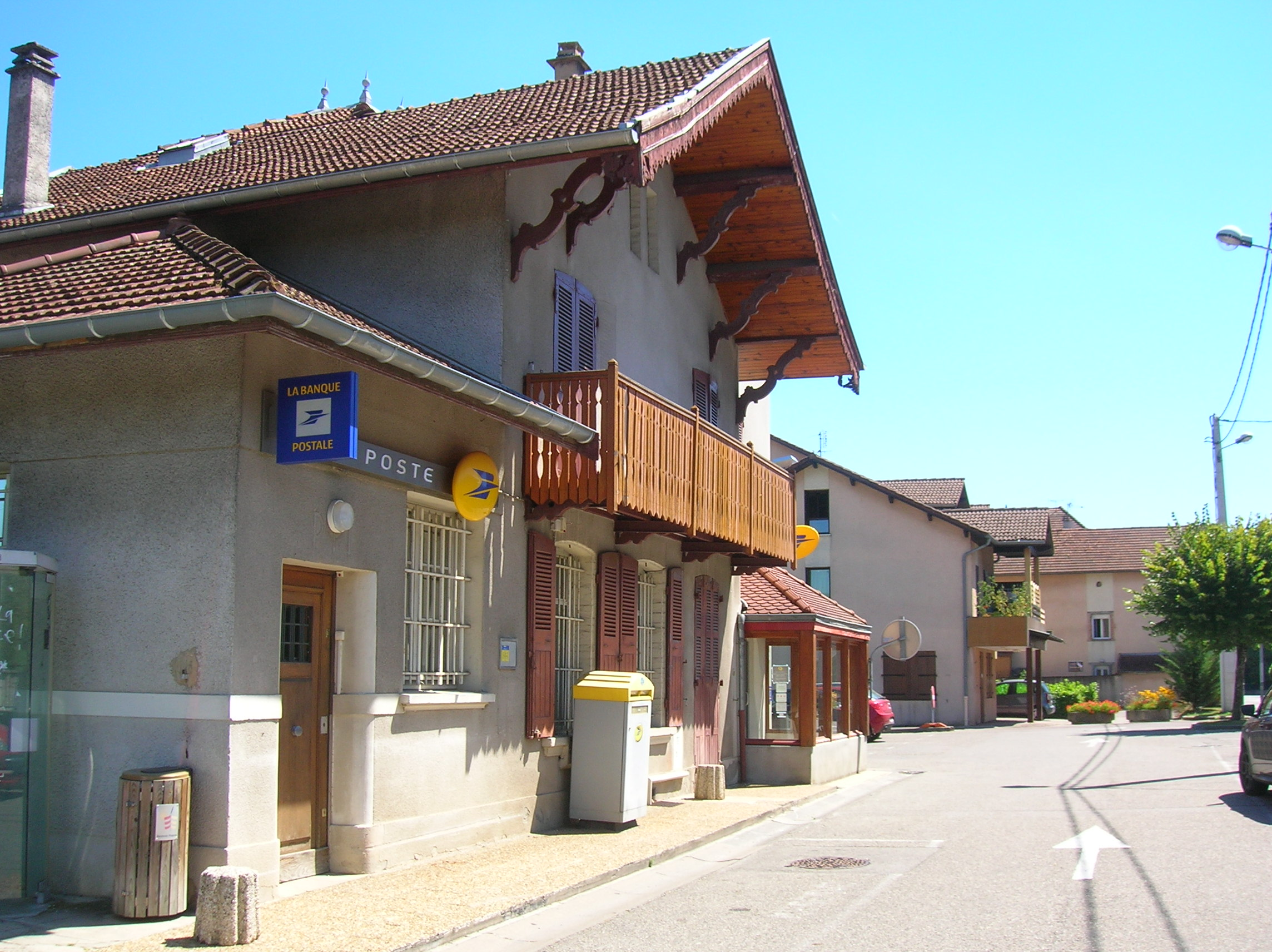
Postamt
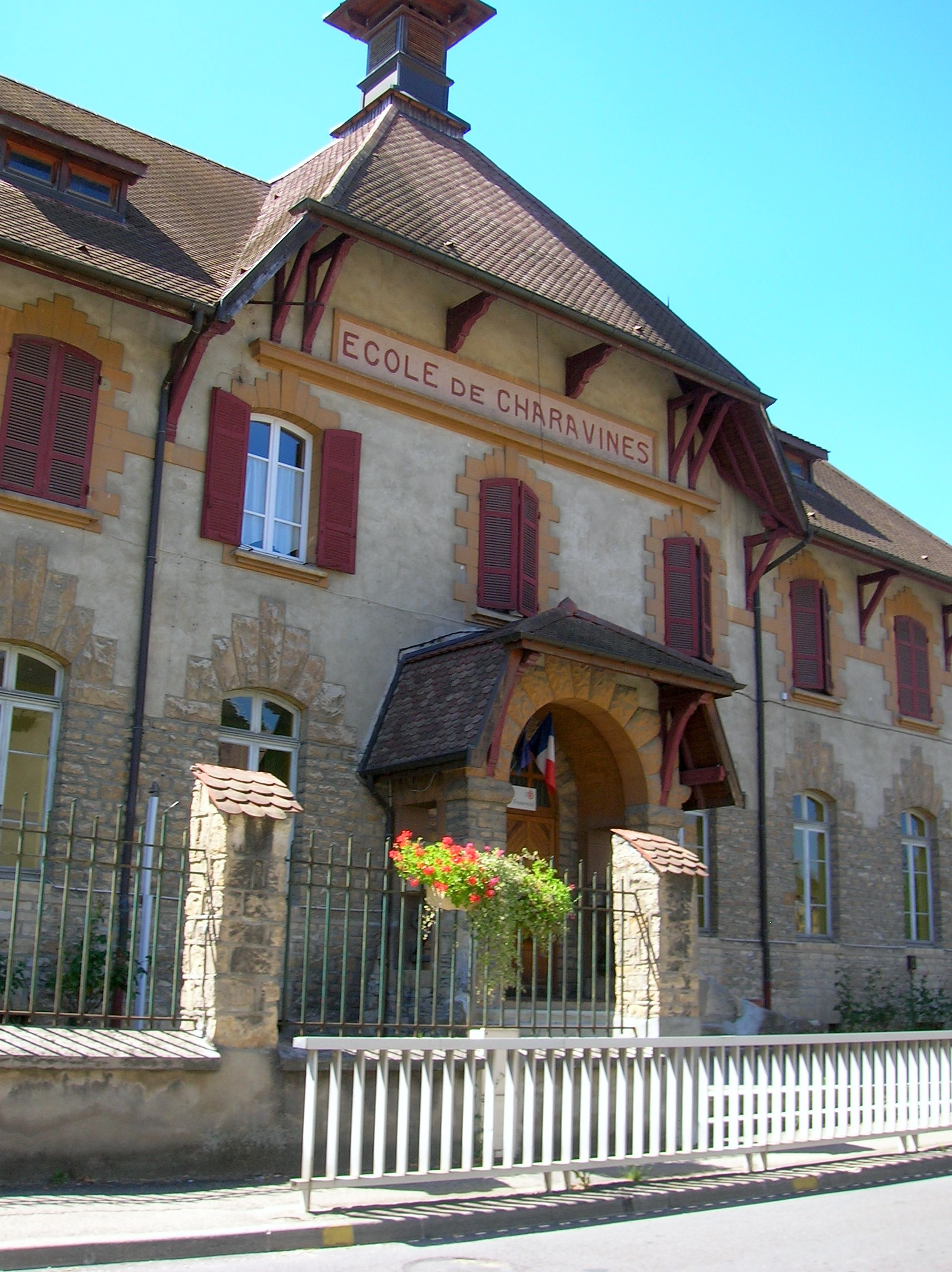
Schule